# Jasmin Wagner
Jasmin Wagner (født 20. april 1980 i Hamburg) er en tysk sangerinde, skuespillerinde og tv-vært. Hun er bedst kendt under kunstnernavnet Blümchen, og desuden som Blossom i engelsksprogede lande og i Asien.
Wagner er halvt tysk og halvt kroatisk. Hun begyndte karrieren allerede som barn, som fotomodel i modekataloger. Musikkarrieren begyndte i midten af 90'erne, da hun som femtenårig udgav singlen «Herz an Herz». Singlen nåede en fjerdeplads på de tyske hitlister. Debutalbummet Herzfrequenz (1996) blev på de tyske lister i over et år.
I 1996 blev Wagner lanceret udenfor de tyske grænser, og blev blandt andet populær i Japan. I 1997 kom albummet Verliebt…. Denne plade indeholdt blandt andet Nena-coveret «Nur geträumt». Wagners tredje studioalbum var Jasmin (1998). I 1999 søgte hun nye markeder, og udgav blandt andet sangen «Tu es mon île» i Frankrig (som duet med Yta Farrow). Sangen «Heut' ist mein Tag» blev udgivet som single i Skandinavien, og nåede førstepladsen på den norske Topp 20-listen. I 2000 kom Wagners fjerde studiealbum, Die Welt gehört dir. Dette album markerede slutningen på Wagners karriere under navnet «Blümchen».
I december 2001 relanceredes Wagner, denne gang under sit eget navn, da hun udgav den kendte julesang «Santa Claus Is Coming To Town» i en techno-version. I 2003 udgives «Leb deinen Traum», i forbindelse med TV-programmet Popstars. I 2006 udkom albummet Die Versuchung, et album som brød markant med Wagners tidligere genrer.
Wagner har også gjort sig bemærket som vært på tysk fjernsyn, blandt andet i programmerne Heart Attack, Mini Playback Show, Top of the Pops og flere andre. Hun har også medvirket i sæbeoperaen Gute Zeiten – Schlechte Zeiten, i Hollywood-filmen Driven og i musikalen Vom Geist der Weihnacht.